# فرودگاه منطقه‌ای هلنا
فرودگاه منطقه‌ای هلنا (به انگلیسی: Helena Regional Airport) یک فرودگاه همگانی با کد یاتا HLN است که یک باند فرود آسفالت دارد و طول باند آن ۲۷۴۳ متر است. این فرودگاه در شهر هلنا (مونتانا) کشور ایالات متحده آمریکا قرار دارد و در ارتفاع ۱۱۸۱٫۷ متری از سطح دریا واقع شده‌است.